# Révolution mexicaine
La révolution mexicaine (en espagnol : Revolución mexicana) est la série de soulèvements armés, de coups d'État et de conflits militaires entre factions qui se produisent au Mexique entre 1910 et 1920.
La révolution commence le 20 novembre 1910 par l'appel de Francisco I. Madero à une insurrection contre la réélection à la présidence du général Porfirio Díaz, qui gouverne le pays depuis 1876, et met ainsi fin à une période de l'histoire mexicaine nommée Porfiriat.
Après des débuts difficiles, le soulèvement, qui connaît ses premiers succès dans le nord du pays, s'étend à d'autres régions, notamment dans le petit État de Morelos, où Emiliano Zapata rejoint la révolution le 11 mars 1911 et promulgue le 28 novembre 1911 le Plan de Ayala (es), plan qui réclame la restitution des terres collectives villageoises, mais aussi, la destitution de Francisco I. Madero.
L'absence de démocratie conséquente à la Constitution de 1857  mécontente les classes éduquées et une grande partie de la bourgeoisie (Francisco I. Madero, dont la famille est l'une des plus riches du Mexique s'en fait l'interprète en publiant le Plan de San Luis) et son livre ''La sucesión presidencial en 1910'' (es) dans lequel il exprime sa volonté de faire du Mexique un pays démocratique moderne (élections libres, liberté d'expression, droit d'association) ainsi que la question agraire sont les principales causes qui menèrent à la révolution,,,,.
La Ley Lerdo (es) (loi Lerdo), promulguée en 1856, qui en nationalisant les terres appartenant à l'Église et aux communautés villageoises visait à l'origine à bâtir un modèle agricole fondé sur la petite et moyenne propriété. Elle est ensuite détournée de ce but car les terres nationalisée sont vendues par l'État a des spéculateurs et aux grands propriétaires dès son entrée en vigueur, les seuls qui avaient alors les moyens de les acquérir et durant la période gouvernementale de Porfirio Díaz en application de la Constitution mexicaine de 1857 ce qui favorisa l'apparition de grandes propriétés. Près de 11 000 propriétaires terriens contrôlent alors 57 % du territoire national, tandis que 95 % des habitants des campagnes ne possèdent aucune terre[réf. nécessaire] La loi fut abrogée le 6 juin 1915.
Après avoir été élu président, Madero doit faire face tant à la désillusion de certains de ses partisans, dont celle d'Emiliano Zapata, qu'à l'opposition des conservateurs et d'anciens porfiristes. En février 1913, il est assassiné après un coup d'État militaire orchestré par le général Victoriano Huerta.
Ce dernier, après être devenu président, doit rapidement faire face à l'opposition déterminée de Venustiano Carranza, ancien député fédéral et sénateur porfiriste, gouverneur provisoire (1908) de l'État de Coahuila, Pancho Villa dans l'État de Chihuahua et Emiliano Zapata au Morelos. Après plusieurs défaites de l'armée fédérale au printemps 1914, Huerta quitta le pays au mois de juillet. Des dissensions apparaissent rapidement entre les différentes factions révolutionnaires, carrancistes, villistes et zapatistes.
Réunies lors de la Convention d'Aguascalientes en octobre 1914, ces factions n'arrivent pas à un accord durable et les combats reprennent. En 1915, le meilleur général carranciste, Álvaro Obregón, affronte et défait Francisco Villa au cours de plusieurs batailles dans le centre puis le nord du pays. Emiliano Zapata est également réduit à la défensive.
En 1916, Venustiano Carranza auto proclamé primer jefe est le seul à pouvoir prétendre au pouvoir suprême, même s'il ne contrôle pas l'ensemble du pays et qu'il doit faire face à d'énormes problèmes socio-économiques. Après la promulgation d'une nouvelle constitution en 1917, Carranza est élu président. Devenu progressivement impopulaire, il est renversé en 1920 par le dernier coup d'État de la révolution, organisé par les partisans d'Obregón, ensuite élu président.

## Contexte et préludes

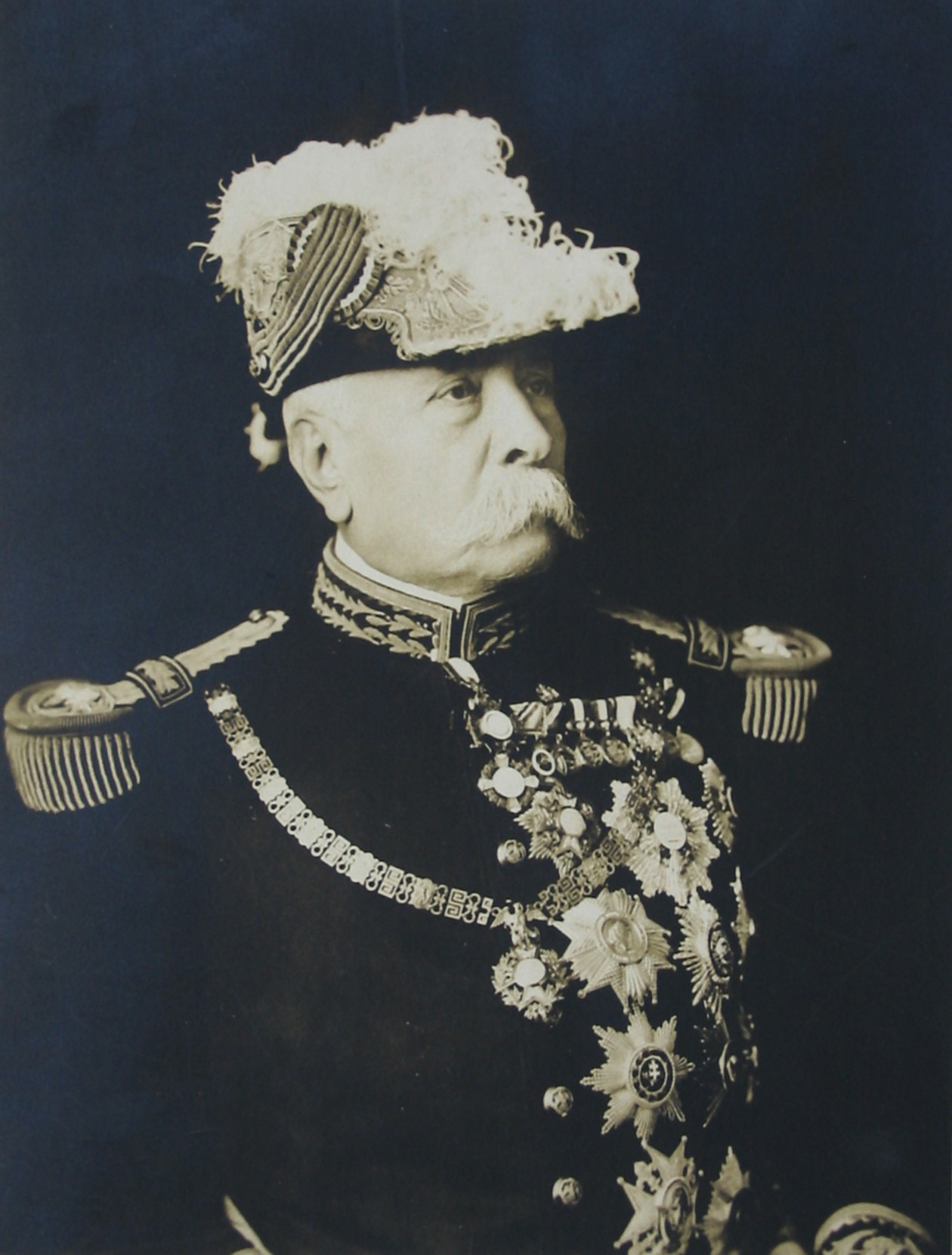
Le général Porfirio Díaz en 1910.

À partir de 1876, la vie politique mexicaine est dominée par Porfirio Díaz, qui arrive à la tête d'un pays exsangue conséquence de la guerre d'indépendance et de la période d'instabilité qui la suivit, de la perte du Texas, de la Guerre américano-mexicaine qui fit perdre au pays la  moitié de son territoire, de la Guerre de Réforme, de l'intervention française : (Expédition du Mexique), et du Second Empire mexicain, il gouverne de 1876 à 1911 (sauf quelques mois entre 1876 et 1877, puis de 1880 à 1884, période durant laquelle il cède la présidence au général Manuel González).
Au cours de cette longue période de stabilité politique, dont la base légale de l'organisation politique est la constitution de 1857, connue sous le nom de « Porfiriat » (« Porfiriato » en espagnol). Durant cette période le pays se modernise (es) sous la direction d'un groupe de technocrates positivistes disciples d'Auguste Comte, comme ce fut le cas notamment au Brésil durant le règne de Pedro II  connus sous le nom de científicos, la situation économique du pays (es) s'améliore.
En 1894 pour la première fois de son histoire de nation indépendante le Mexique présente un budget excédentaire, il en sera ainsi jusqu'en 1910, l'excédent total durant les seize dernières années du porfiriat fut de 116 millions.
La Ley Lerdo (es) (loi Lerdo), promulguée en 1856, visait à l'origine à bâtir un modèle agricole fondé sur la petite et moyenne propriété mais seuls les grands propriétaires ont les moyens d'acheter à l'État les terres nationalisées ce qui favorisera la concentration extrême de la propriété, la détournant de son but originel. Près de 11 000 propriétaires terriens contrôlent alors 57 % du territoire national, tandis que 95 % des paysans ne possèdent aucune terre,,. La loi fut abrogée le 6 juin 1915.
Le gouvernement accorde un traitement préférentiel à l'agriculture latifundiaire et à l'extraction minière, tant en ce qui concerne la propriété du sol et du sous-sol que les conditions d'exploitation et la faible taxation à la production et à l'exportation.
Ces deux secteurs sont essentiellement dirigés vers l'exportation.
Le capitalisme mexicain est traversé par des intérêts divergents. La bourgeoisie manufacturière réclame des mesures protectionnistes visant à restreindre les importations et à favoriser sa propre production (ce qui risque de gêner sensiblement le commerce extérieur, dans lequel l'agriculture latifundiaire et l'industrie minière ont des intérêts) et la libération de la main-d’œuvre de l'hacienda pour renforcer le marché du travail.
Le système porfirien n'a pas résolu les inégalités de développement, ce qui provoque des tensions : inégalités de secteur (les exportations de produits miniers et de matières premières se développent considérablement, alors que les produits alimentaires et de consommation courante se font plus rares), ainsi que les inégalités entre les régions.
À la suite de sécheresses persistantes la production de maïs passe de 2,5 millions en 1877 à 2 millions en 1910 alors que la population a augmenté, ce qui oblige le pays a importer du maïs au prix des cours mondiaux, ce qui a une répercussion directe sur les aliments de base dont la tortilla.
La concentration de la terre se fait au détriment des communautés villageoises dont la propriété collective en vigueur depuis l'époque coloniale n'est plus reconnue par les lois de Réforme, en particulier la Loi Lerdo, et dont les membres sont réduits au péonage ou prolétarisés.
Les effectifs de l'armée fédérale (es) ont baissé régulièrement depuis 1867, en 1900 elle ne comptait officiellement plus que 25 000 hommes de troupe pour dans les faits 18 000 et 9 000 officiers, la plupart des généraux étaient âgés et avaient servi durant l'intervention française.
En 1911, il y avait 1 833 soldats par million d'habitants au Mexique, a titre de comparaison la même année le Brésil en comptait 2 250, l'Argentine 3 000, la France 15 308. L'armée fédérale sera dissoute le 12 août 1914, elle comptait alors 24 800 hommes de troupe.
Certaines communautés se révoltent et sont écrasées. Des yaquis sont déportés par milliers dans la péninsule du Yucatan en 1905.
Le salaire du journalier rural peut descendre à 20 ou 25 centavos par jour dans les cas extrêmes, et 10 ou 15 centavos pour les femmes et les enfants[réf. nécessaire]. Le problème de la pauvreté en milieu rural est toujours d'actualité. En 2023, selon les chiffres publiés par la CEPAL neuf habitants sur dix des campagnes vivent dans pauvreté, 62 % dans la pauvreté extrême .
À la fin du XIXe siècle la proportion d'enfants parmi les ouvriers d'usine est de un huitième.[réf. nécessaire]
Le psychiatre Julio Guerrero explique dans son livre La Génesis del Crímen en Mèxico publié en 1901 le pourquoi du faible usage des bains publics ("jaboneras") par les classes les plus pauvres par le fait que leur coût absorberait jusqu'à 25 % de leur revenu quotidien, pour pallier cela le gouvernement ouvre , principalement dans la capitale des bains publics gratuits,,.
Le taux d'analphabétisme est de 74 % % en 1910.
À ces difficultés s'ajoutent la crise de Wall Street de 1907 dont les répercussions sur l'économie mexicaine provoquent une vague de licenciements dans le secteur minier et des hausses des prix.
Pour le président Calvin Coolidge : « pendant les plus de 30 années du président Diaz, nous fumes spécialement encouragés à faire des investissements », ajoutant que le « désordre » s'était par la suite installé.

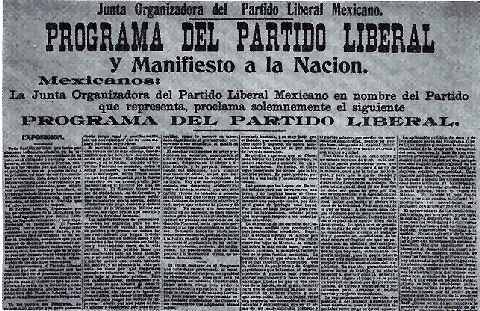
Regeneración : programme du Parti libéral mexicain de 1906.

L'opposition contre Díaz se rencontre dans toutes les classes de la société, les opposants les plus connus sont surtout des intellectuels, pour la plupart d'entre eux  issus de la haute bourgeoisie : Lázaro Gutiérrez de Lara et Práxedis Guerrero avec ses journaux édités à El Paso Alba Roja 1905, Revolución 1908, Punto Rojo 1909 et qui collabora au journal El Hijo del Ahuizote, fondé en 1885 par Daniel Cabrera Rivera, Juan Sarabia, l'un des fondateurs du parti libéral mexicain, et Filomeno Mata (es) et sa publication (qui en fait n'était constitué que d'une ou parfois deux pages) Diario del Hogar (es) fondé en 1881 dont le tirage quotidien était de 800 exemplaires.
En 1887, Heraclio Bernal (es) fomente une révolte contre le régime porfiriste et prend le port de Mazatlán il en est chassé par le général Bernardo Reyes et s'exile aux États-Unis. Il sera finalement tué lors d'un combat par les troupes gouvernementales en 1888.
En 1888 et 1892, Emilio Vázquez Gómez (es) publie le manifeste La reelección indefinida, contre la réélection de Diaz. Le 16 septembre 1908 le même manifeste est publié dans le journal El Tiempo. Il est l'auteur de deux livres où il exprime son opposition au porfiriat : Las Aguas de la Nación (1906) et El Pensamiento de la Revolucíon (1908).
En 1891 la Rebelión de Tomóchic (es) contre l'application la Loi Lerdo qui ne reconnait pas les propriétés collectives des villages, en 1892 rébellion des indigènes mayos.
Accusée formellement et personnellement par Diaz d'être à l'origine de ces révoltes sanglantes et d'être l'instigatrice de troubles contre son gouvernement Teresa Urrea (es) dite la Santa de Cabora s'exila aux États-Unis.
Entre 1896 et 1901 Lauro Aguirre publie depuis son exil aux États-Unis plusieurs journaux : El Independiente, La Reforma Social, El Precursor, Voz de la Mujer.
Le 5 février 1896 le révolutionnaire Lauro Aguirre (en) lance un appel à la révolte contre le régime de Porfirio Díaz, qui selon lui, a violé les termes de la constitution de 1857, il est vaincu par les troupes gouvernementales placées sous le commandement du colonel Emilio Kosterlitzky (en).
Le 18 janvier 1900 eut lieu la Batalla de Mazocoba (es) contre les yaquis, insurgés menés par Juan Maldonado Waswechia (es), un chef indigène connu sous le nom de « Tetabiate » qui mourra dans des combats contre l'armée en juillet 1901. Ce dernier luttait pour des raisons et des causes similaires à celles de Zapata et est considéré au Mexique comme l'un des précurseurs de la révolution.
Le 7 août 1900, les frères Jesús et Ricardo Flores Magón fondent l'hebdomadaire d'opposition modérée Regeneración.
Le prince Agustín de Iturbide y Green petit-fils d'Agustín de Iturbide émit en 1890 des critiques portant sur l'administration porfiriste, accusé de sédition il fut condamné à quatorze mois (certaines sources disent onze) de prison et une fois sa peine terminée expulsé du pays.
Il faut relativiser l'impact de ces articles dans les journaux ou des publications imprimées à l'étranger.
Les journaux dont le plus grand tirage était celui de El Imparcial édité à Mexico n'était que de 36 000 exemplaires quotidiens quels qu'ils soient, n'étaient lus que par une infime minorité de la population, leur public se limitant principalement à la bourgeoisie et aux classes moyennes éduquées, qui avaient un pouvoir d'achat leur permettant de les acquérir et surtout par le fait qu'en 1895 82,5 % des Mexicains étaient analphabètes,.
Des causes économiques sont aussi à considérer car au début du XXe siècle la situation se dégrade :
- L'expropriation avec indemnisation du plus grand propriétaire terrien du pays : l'Église. Le but de cette loi était de mettre à disposition de l'économie mexicaine des terres mal exploitées ou inutilisées. Les propriétés de l'Église sont vendues par le gouvernement principalement a des spéculateurs et des grands propriétaires au profit de l'État mexicain, au détriment des petits propriétaires acculés à la ruine car ils n'ont pas les moyens d'acquérir de nouvelles terres pour rendre leurs exploitations rentables et concurrentielles,. La nouvelle loi en vigueur, celle des libéraux, ne reconnaissant pas les propriétés collectives des villages qui sont peu à peu absorbées par les plus grandes entreprises agricoles.
- L'effondrement du cours de l'argent métal qui passe du rapport à l'or de 16 à 1 en avant 1870 à 39 à 1 en 1904, ce qui fait perdre plus de la moitié du pouvoir d'achat aux salariés payés en pesos argent.
- La panique bancaire américaine de 1907 et la crise qui s'ensuivit en Europe provoquèrent une diminution des exportations, le renchérissement des importations, la suppression des crédits industriels et la baisse des revenus en général.
- Le manque de pluies dès l'année 1900 et les sécheresses des années 1908 et 1909[35] qui obligea le gouvernement à importer pour 27 millions de pesos (soit près de 13,5 millions de dollars or) de maïs aux prix des cours mondiaux affecta 85 % de la population dont c'était l'aliment principal. tortilla.
- La diminution de l'activité économique réduisit les revenus de l'État, le gouvernement chercha à diminuer les salaires des fonctionnaires et augmenta les impôts ainsi que la base fiscale, ce qui affecta de plein fouet la classe moyenne rurale, mais aussi la bourgeoisie et la haute société.

Au début du XXe siècle, des compagnies américaines en l'absence d'investisseurs locaux, contrôlent la plupart des mines et plus de la moitié des gisements pétroliers, domaines où sont aussi actifs les Anglais et les Néerlandais (voir : (Mexican Eagle Petroleum Company (en)).
Au début du XXe siècle, les Cercles libéraux anti-cléricaux constituent la seule opposition politique quelque peu organisée au pouvoir en place,
bien que le clergé et l'Église catholique n'y avaient plus guère d'influence politique après la promulgation de la Constitution de 1857 instituant notamment la séparation de l'Église et de l'État, le mariage civil et la mise en vente des terres en sa possession.
Le 5 février 1901, Camilo Arriaga convoque les délégués du premier Congrès libéral, dans un théâtre de San Luis Potosi, à une assemblée pour dénoncer les abus du gouvernement et lutter contre le régime porfiriste. Ce congrès est à l'origine de la Confédération libérale mexicaine.
Arriaga sera exilé aux États-Unis en 1903, et participera, avec Dolores Jiménez y Muro, le 31 octobre 1911, au Plan de Tacubaya (es) destiné à renverser Francisco Madero, à la suite de la distanciation de celui-ci avec le Parti national anti-réélectionniste  et le remplacer à la présidence par Emilio Vázquez Gómez (es)..
Un autre congrès a lieu en 1902. Simplement anticléricaux au départ, les Libéraux commencent à critiquer les pratiques de Díaz et se radicalisent. La répression s'abat alors sur eux et leurs organes de presse. Leurs principaux dirigeants vont s'établir aux États-Unis, où ils se radicalisent davantage au contact des anarchistes américains.
Le 2 avril 1903, ont lieu à Puebla des manifestations commémorant la victoire sur les Français. Les libéraux y participent et sortent des pancartes reprenant le slogan de Porfirio Díaz à ses débuts : « Suffrage effectif - Pas de réélection ». Cela dégénère en manifestation contre le gouvernement.
Le 25 septembre 1905, les libéraux fondent le Parti libéral mexicain et, le 1er juillet 1906, publient à Saint-Louis dans le Missouri leur « manifeste-programme ».
La majorité des membres du gouvernement est âgée de plus de 60 ans et la rupture est marquante entre la jeunesse de la population et l'âge de l'équipe gouvernementale. De plus, Díaz ayant démilitarisé le pays, il ne reste que dix-huit mille soldats avec des généraux de plus de 70 ans, pour une population de 15,2 millions d'habitants en 1910.
Alors que les diplômés se multiplient, les débouchés sont de moins en moins présents. Les petits fonctionnaires mécontents mettent leurs espoirs dans une révolution, un renouvellement des cadres, mais pas dans un changement social. Leur espoir réside surtout dans un avancement de leur carrière.
Malgré l'industrialisation, les ouvriers restent peu nombreux (195 000 en 1910) par rapport à l'ensemble de la population, qui compte onze millions de ruraux sur quinze millions d'habitants.
Le 1er juin 1906, un mouvement de grève qui dura deux jours et fit un total 23 morts (10 parmi les gardes de la mine) éclate à Cananea (es) dans les mines de cuivre, les ouvriers mexicains réclamant 2 pesos d'augmentation ce qui fixerait ainsi leur salaire quotidien a cinq pesos.
En janvier 1907, c'est dans l'industrie textile (États de Tlaxcala et de Puebla) et à Río Blanco (es) (État de Veracruz), ces grèves sont durement réprimées.
Dans la nuit du 24 au 25 juin 1908, Benito Ibarra Cuéllar suivi de quelques hommes se soulève à Viesca Coahuila qu'il occupe un jour et demi, puis deux jours plus tard c'est le tour d'Araujo a la Vacas, dans le même État. Le 1er juillet, les frères Flores Magón, José Inés Salazar, Práxedis Guerrero, et Francisco Manrique prennent les armes dans le Chihuahua. Ces mouvements obéissaient aux principes du manifeste de Saint-Louis publié en 1906 et aux plans du Parti libéral mexicain, ces mouvements furent très rapidement étouffés par les troupes du gouvernement.
En 1908, alors qu'aucun mouvement d'opposition ne le menace, Diaz accorde une interview à James Creelman, l'un des rédacteurs du mensuel Pearson's Magazine. Dans cette interview, destinée à l'opinion publique américaine, il affirme qu'il ne compte pas se présenter pour les élections de 1910 et qu'il envisage favorablement la création d'un parti d'opposition: Que Diaz soit sincère ou qu'il s'agisse d'une manœuvre de sa part, cette interview contribua à agiter les esprits au Mexique.
Après l'interview, plusieurs formations politiques naissent en 1909:
- le Parti démocratique, formé d'intellectuels bourgeois, qui souhaitent voir respectée la Constitution de 1857, n'est pas opposé à la réélection de Díaz, mais verrait d'un mauvais œil la vice-présidence aller à Ramón Corral et, sans pourtant citer de candidat, considère le général Bernardo Reyes comme le plus apte à exercer cette fonction,
- les clubs « reyistes », c'est-à-dire partisans de Bernardo Reyes, dont le principal était le Club de Soberanía Popular (club de souveraineté populaire), qui souhaitent ouvertement que Reyes soit le vice-président de Diaz,
- Le Centre antiréélectionniste, puis le Parti national anti-réélectionniste (l'un des précurseurs de ce parti est Toribio Esquivel Lobato), fondé le 29 mai, qui œuvre pour l'élection de Francisco I. Madero comme président et de Francisco Vázquez Gómez (es) comme vice-président.
- le Parti national réelectionniste, qui œuvre pour la réélection du tandem Diaz-Ramón Corral.
- Le Partido Nacional Unionista avec pour candidat à la présidence Teodoro Dehesa (es)
- Le Parti indépendant avec pour candidat à la présidence Valentín Reséndis.

C'est Reyes lui-même qui déçoit ses partisans. Produit du porfirisme, il garde le silence, ne déclarant jamais ouvertement sa candidature, et, lorsque Díaz lance contre lui les Cientificos et l'envoie en Europe pour une mission, il s'incline. La vice-présidence devrait donc revenir à Corral, une nullité qui est déjà à ce poste depuis 1904. L'affaire semble entendue, mais les mécontents reportent leurs espoirs sur celui qui semblait n'avoir aucune chance au départ, Francisco Madero.

## Ascension politique de Madero

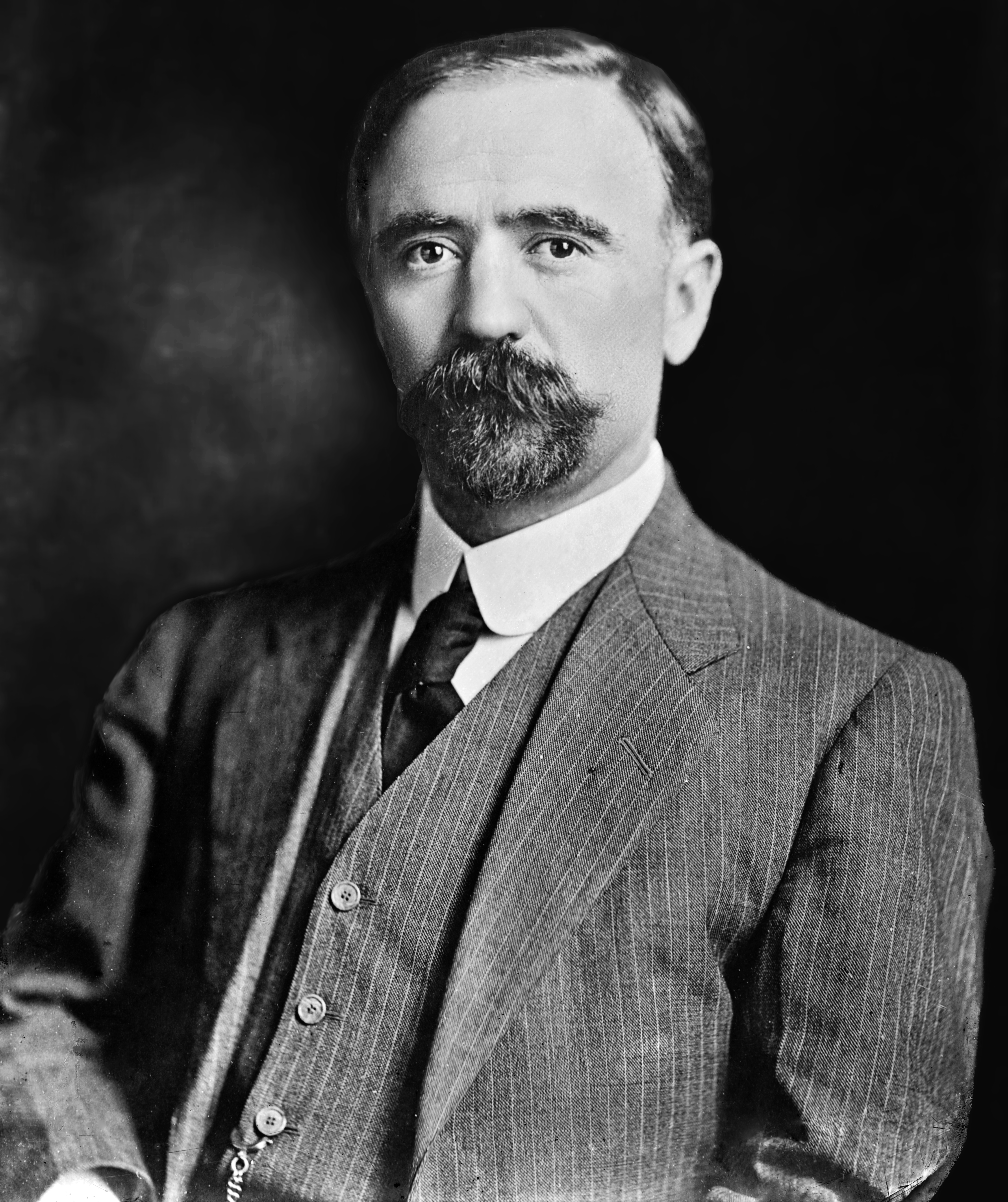
Francisco I. Madero.

En janvier 1909, un livre intitulé : La sucesión présidencial en 1910 paraît avec comme sous-titre : « El Partido Nacional Democrático ». L’auteur de ce livre est Francisco Ignacio Madero, dont la famille est l'une des plus riches et puissantes du pays. L’idée centrale de ce livre est la non-réélection du président. C'est l'affaire Creelman qui l'encourage à publier son livre.
Le 22 mai 1909, Francisco Madero fonde le Parti anti-réélectionniste à Mexico. Le 15 avril, l’Assemblée nationale anti-réélectionniste se réunit et élit candidat à la présidence Madero et à la vice-présidence, Francisco Vásquez Gómez. Dix jours plus tard, leur programme sort avec le slogan « Suffrage effectif, pas de réélection », reprenant très habilement le slogan de Diaz en 1871. Il se lance alors dans une grande campagne contre Díaz. Il récolte un réel succès.
Le gouvernement réprime cette campagne en l’accusant de monter l’opinion publique contre le président en place et l’arrête à Monterrey dans la soirée du 16 juin 1910, quelques jours avant le vote. Madero est détenu à San Luis Potosí.
Le résultat des élections fédérales du 26 juin 1910 donne la victoire à Díazet Corral à la vice-présidence, avec respectivement 97,93 % et 91,35 % des suffrages en leur faveur.
Après 45 jours de détention, Madero est libéré sous caution et assigné à une résidence surveillée. Mais durant la nuit du 5 au 6 octobre, il s’enfuit à San Antonio, au Texas, où il rejoint ses partisans. Là-bas, il rédige le Plan de San Luis Potosí, daté pourtant du 5 octobre. Dans ce plan de San Luis Potosí, Madero proclame la nullité des élections, la non-réélection et sa présidence provisoire. Ce plan devient vite le programme de la révolution. Il fixe la date de l’insurrection au 20 novembre. Dans son plan, Madero fait des promesses concernent la restitution des terres collectives appartenant aux villages du Morelos. Ce sont ces promesses qui, selon Silva Herzog, vont décider Zapata à s’engager dans la révolution.

## Début de la révolution
Le 13 novembre, des maderistes connus sont arrêtés à Mexico Cinq jours plus tard, la police encercle la maison d’Aquiles Serdán à Puebla. Le bâtiment abrite un important dépôt d’armes et de munitions afin de préparer la révolution. Après une vaine résistance de plusieurs heures, ses amis et lui sont tués. Sa mort semble marquer l'arrêt de la révolution en ville mais le mouvement a plus de succès dans les campagnes,. À la date prévue, le 20 novembre, dans l'État de Chihuahua, dominé par un grand propriétaire terrien, Luis Terrazas, et son gendre Enrique Creel, Pascual Orozco prend les armes avec un groupe principalement formé de mineurs, tandis que Francisco Villa, un voleur de bétail et chef de bandits recherché par la police, qui a été recruté par le maderiste Abraham González - en échange d'une promesse d'amnistie et d'un grade de colonel dans l'armée fédérale -, rejoint un groupe de maderistes dirigés par Castulo Herrera qu'il éclipse rapidement, lors de la prise de la petite ville de San Andrès. Le matin du 20 novembre, Madero lui-même, qui a passé en territoire mexicain, s'attendant à être accueilli par plusieurs centaines d'hommes, n'est rejoint que par une poignée de partisans et retourne bredouille aux États-Unis. Alors que, désespéré, il s'apprête à partir pour l'Europe, l'annonce des événements du Chihuahua lui redonne espoir.
Le 10 décembre 1910, Villa se joint à Orozco pour attaquer la ville de Cerro Prieto. L'assaut est un échec. Le président Díaz sous-estime les révolutionnaires incapables de remporter une bataille rangée, mais ceux-ci se réfugient dans les sierras et adoptent une tactique de guérilla. Au début de l'année 1911, la révolte reste néanmoins sporadique. Villa, qui opère maintenant indépendamment d'Orozco, alterne succès et échecs, mais ses hommes lui restent loyaux.
Le 14 février 1911, Madero rentre au Mexique. Malgré un échec militaire initial à Casas Grandes, son retour suscite l'émergence de groupes révolutionnaires dans d'autres régions du pays.
Au Morelos, Emiliano Zapata se soulève pour obtenir la restitution des propriétés collectives villageoises nationalisées en vertu de la Loi Lerdo et vendues par le gouvernement aux grands  propriétaires terriens.
Madero a du mal à fédérer les groupes qui luttent contre Diaz de manière autonome, en particulier les partisans des frères Magón, qui refusent de reconnaître son autorité. Contrairement à Orozco, qui reste réticent, Villa embrasse avec enthousiasme la cause de Madero et parvient par une ruse à désarmer les magonistes. En signe de reconnaissance, Madero le nomme major, tout en prenant soin de nommer Orozco colonel pour ne pas se l'aliéner.

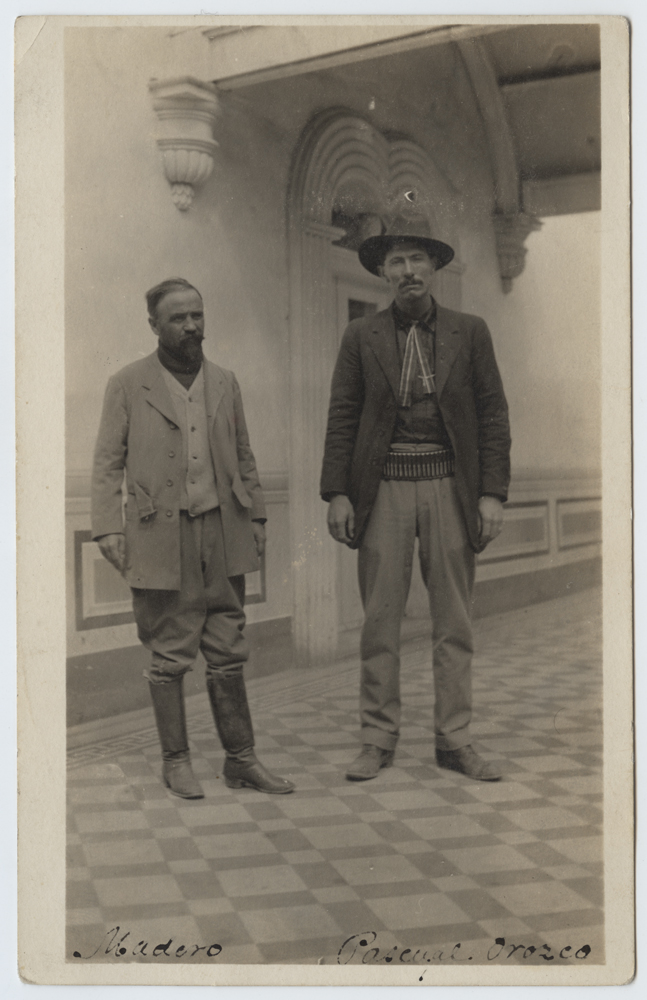
Madero et Pascual Orozco

En avril, les forces maderistes (3 500 hommes) placées sous le commandement de Peppino Garibaldi, de José de la Luz Blanco (es) et de Pascual Orozco se portent vers Ciudad Juárez. Madero hésite à attaquer la ville, qui se trouve à la frontière, à quelques mètres de la ville américaine d'El Paso : un assaut pourrait entraîner une intervention des États-Unis.
Il conclut un cessez-le-feu avec le général Navarro qui commande la garnison composée de 650 hommes et entame des négociations avec Diaz. Comme elles ne débouchent sur rien, des tensions apparaissent entre Madero, Pascual Orozco et Francisco Villa. qui estiment que Madero est trop conciliant.
Le 8 mai, après la rupture des négociations, des combats sporadiques éclatent, puis s'étendent. Irrités par les hésitations de Madero, Orozco et Villa le mettent devant le fait accompli. Ils lancent un assaut général contre Ciudad Juárez, puis lorsque Madero les appelle à arrêter les combats, ils l'ignorent.
Le 10 mai, au terme de trois jours de combats, la ville tombe aux mains des partisans de Madero (es).
C’est une victoire purement symbolique car cette ville n’est qu’une petite bourgade (10 621 habitants en 1910) au Nord, à la frontière des États-Unis et à des milliers de kilomètres de la capitale. C’est avant tout une défaite morale. Selon Jean Meyer, la décision de Díaz était déjà prise. En effet, selon lui, Díaz avait peur de l’intervention des États-Unis qui avaient apporté leur soutien à Madero.
Tandis que les soulèvements se multiplient dans le pays, le 21 mai, un accord est signé entre les maderistes et les fédéraux dans l’Hôtel des Douanes de Ciudad Juárez. Cet accord, qui est un compromis, met fin aux combats, prévoit la démission de Porfirio Díaz et la constitution d’un gouvernement provisoire. Tant les porfiristes que les classes moyennes qui soutiennent Madero, redoutent de voir la révolution échapper à tout contrôle. Madero lui-même est plus soucieux de voir rétablir la légalité par un transfert du pouvoir politique que de satisfaire les revendications économiques de la population. L'accord laisse intacte l'armée fédérale, tandis que les troupes révolutionnaires doivent être licenciées. Madero mécontente ainsi bon nombre de ses partisans, tout en devenant dépendant de l'armée fédérale pour maintenir l'ordre.
En de nombreux endroits, l'effondrement du régime porfiriste donne lieu à des manifestations et des émeutes. Le 15 mai, lors de la prise de la ville de Torreón, des émeutes prennent pour cible les habitants d'origine chinoise, soupçonnés d'avoir aidé l'armée fédérale, et plus de 250 d'entre eux sont assassinés. Le 24 mai, à Mexico, lorsqu'une foule qui converge vers le Palais national est fauchée par les tirs de mitrailleuses de l'armée fédérale, 250 personnes sont tuées.
Le 25 mai, Porfirio Díaz et Corral démissionnent après avoir signé les traités de Ciudad Juárez (es) qui nommaient le secrétaire aux relations extérieures du gouvernement porfiriste, Francisco León de la Barra, au poste de président intérimaire et le 27 mai, Díaz embarque à Veracruz pour Le Havre à bord de l’Ypiranga. Díaz voulait en quittant le pays lui éviter une guerre civile ainsi que l'intervention militaire des États-Unis, favorables à Madero.

## Après le départ de Díaz
En attendant les élections, un cabinet provisoire est formé et Francisco León de la Barra, ancien gouverneur de l'État de Mexico et ancien porfiriste, assure la présidence par intérim, du 26 mai au 6 novembre, afin de convoquer des élections. Après une marche triomphale, Francisco I. Madero arrive le 7 juin à Mexico. L'ambassadeur américain Harry Lane Wilson, ayant joué un grand rôle dans la chute de Díaz, écrivait à son arrivée « La révolution n'est pas terminée, Madero tombera bientôt. ».
Une fracture apparaît entre Madero et son colistier de 1910 à la vice-présidence, Francisco Vázquez Gómez (es), qui le trouve trop conciliant envers les porfiristes.
Le 9 juillet, Madero décide de dissoudre le Parti anti-réélectionniste et de créer le Parti constitutionnel progressiste. L'assemblée de ce parti décide de désigner Madero comme candidat à la présidence et Pino Suárez à la vice-présidence, en remplacement de Francisco Vázquez Gómez.

## Présidence éphémère de Madero
Le 6 novembre, il est élu avec 90 % des voix (sur un total de 18 826 votants soit 69,73% des inscrits) tandis que José María Pino Suárez récolte les deux tiers des voix, le reste allant à de la Barra, le candidat du parti Catholique.
Dès son accession à la présidence, Madero doit faire face à des menaces provenant de tous côtés. Il réprime facilement un soulèvement en Basse-Californie des anarchistes, dont de nombreux étrangers appartenant à l'Industrial Workers of the World, partisans des frères Magon - commencé sous la présidence de Diaz -, qui s'étaient emparés de Tijuana qui n'était pas défendue et ne comptait alors que 100 habitants.
Certains anciens partisans du régime porfiriste n'ont pas désarmé. En décembre, le général Reyes, rentré au pays, tente de provoquer un soulèvement, mais, sans aucun soutien, il doit se rendre rapidement. Le 16 octobre 1912, dans le port de Veracruz, le neveu de Porfirio Díaz, Félix Díaz, parvient à soulever le 21e bataillon contre le gouvernement, mais Madero envoie contre lui des troupes placées sous les ordres du général Joaquín Beltrán Castañares (es) qui en vient à bout en quelques heures sans combats. Félix Díaz est arrêté et aurait été condamné à mort par fusillade, mais Madero se contente de le faire emprisonner.
Les principales menaces pour Madero viennent de ses anciens partisans. Fin novembre, Zapata, irrité par le licenciement sans indemnité des troupes révolutionnaires et déçu par les lenteurs de l'administration du gouvernement maderiste à faire rendre aux villageois les terres communales vendues par le gouvernement en vertu de la Loi Lerdo aux grands propriétaires terriens, se soulève en proclamant le Plan de Ayala (es).
Madero envoie alors le général Victoriano Huerta dans l'État de Morelos réprimer les partisans de Zapata. Huerta mène une guerre de dévastation mais ne parvient pas à vaincre Zapata, Madero le remplace par le général Felipe Ángeles.
Dans le nord, Orozco et ses partisans, les colorados, prennent les armes en mars 1912. Publiquement, Pascual Orozco reproche à Madero de ne pas appliquer le plan de San Luis et lance son propre plan. Plus prosaïquement, l'homme a besoin d'argent pour entretenir et solder ses troupes et se compromet avec les Terrazas, la famille de grands propriétaires qui dominaient le Chihuahua sous Díaz. Le général Sala, qui est envoyé réprimer le mouvement, subit une défaite écrasante et se suicide. Madero confie alors le commandement au général Victoriano Huerta, qui écrase la rébellion en mai 1912.
La présidence de Madero tourne court pour plusieurs raisons. Madero est un idéaliste qui croit que le rétablissement de la légalité républicaine résoudra les problèmes et se préoccupe peu des problèmes économiques et sociaux. La classe moyenne qu'il a portée au pouvoir est presque ignorante au point de vue politique tandis que la plupart des cadres porfiristes sont toujours en place. On reproche [Qui ?] à Madero d'avoir été trop modéré à l'égard des porfiristes. Les rébellions auxquelles il doit faire face, l'obligent à s'appuyer de plus en plus sur l'armée fédérale.

## Décade tragique
Après une présidence de 16 mois, Madero est confronté au général Victoriano Huerta qui, pour le renverser, complote avec Henry Lane Wilson. La fin de Madero s’étend sur ce qu’on appelle la decena trágica.
Un coup d’État est déclenché le 9 février par un groupe de militaires. Le 18 février, le président est arrêté dans le palais présidentiel. Dans la nuit du 22 février, il est assassiné par balle avec son vice-président. Selon la version officielle, ils ont été tués lors d’une tentative d’évasion.
Quelques jours plus tôt, son frère Gustavo A. Madero avait été assassiné de façon particulièrement ignoble et cruelle.

## Dictature et chute de Huerta (1913-1914)

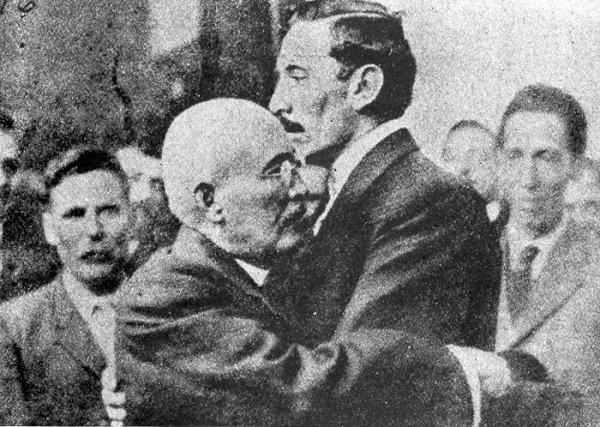
Huerta, à gauche, et Orozco, à droite

L'accession au pouvoir de Huerta est saluée par l'ancienne classe dirigeante porfiriste, l'Église catholique et les militaires mais ne résout rien, une répression impitoyable s'abat sur les maderistes. L'un des principaux dirigeants maderistes, Abraham González, est arrêté et assassiné le 7 mars 1913. Le Congrès se tient coi et lorsqu'un sénateur modéré, Belisario Domínguez Palencia (es), rédige un discours virulent contre le nouveau président, il est enlevé à son domicile le 7 octobre et assassiné. Le seul ralliement notable au dictateur est celui de Pascual Orozco.
Zapata et ses partisans étaient ouvertement catholiques et étaient en bon termes avec l'Église, les villistes entretenaient de bonnes relations avec elle, seuls les partisans de Carranza, étaient clairement anti cléricaux.

### Opposition de Venustiano Carranza
Ancien sénateur porfiriste de l'État septentrional de Coahuila et gouverneur au moment de l'éviction de Madero, Venustiano Carranza est un admirateur de Benito Juarez et un partisan de l'application stricte de la Constitution libérale de 1857. Le 4 mars 1913, il forme l'armée constitutionnaliste (Ejército Constitucionalista), qui tire son nom de cette volonté affichée de respecter la légalité constitutionnelle. Le 26 mars, il publie le plan de Guadalupe, suivi de plusieurs décrets :
- décret no 1 du 20 avril : reconnaît les grades de tous ceux ayant combattu dans les armées maderistes, ainsi que ceux des militaires de l'armée fédérale, sauf ceux qui ont participé au soulèvement de Felix Díaz à Veracruz en octobre 1912 et au coup d'État de février 1913 ;
- décret no 2 du 24 avril : désavoue toutes les dispositions et actes qui auraient émané ou qui émaneraient du gouvernement de Victoriano Huerta, de même que des gouvernements locaux ;
- décret no 3 du 26 avril : autorise l'émission de 5 millions de pesos en papier monnaie ayant cours légal et de circulation forcée ;
- décret no 4 du 15 mai : ressuscite la terriclova, reconnaît aux propriétaires tant mexicains qu'étrangers le droit de réclamer, après victoire des révolutionnaires, des indemnités correspondant aux dommages occasionnés pendant la révolution maderiste ainsi que de la lutte qui commence ;
- décret no 5 du 14 mai : ressuscite la loi Juárez du 25 janvier 1862 contre les traîtres à la patrie, dans le but de l'appliquer aux auteurs du coup d'État de la Ciudadela. Cette loi ne prévoit que deux peines : huit ans de prison ou la mort et permet d'abattre tout prisonnier tentant de s'enfuir [84]
- décret no 6 du 4 juillet : organise l'armée constitutionnaliste en sept corps avec chacun leur nom et leur zone d'opérations.

Doué de flair politique, Carranza n'a aucun talent militaire. Il est bientôt obligé de quitter le Coahuila et de gagner l'État de Sonora où il établit un gouvernement. Il y fait alliance avec Álvaro Obregón, qui se révèle un brillant stratège doublé d'un politicien froid et dissimulateur. Obregón parvient à discréditer le général Felipe Ángeles, son rival parmi les carrancistes. À la tête de 6 000 hommes, dont 2 000 Yaquis, il mène la vie dure aux troupes fédérales dans la région. À la fin de l'hiver 1913-14, il contrôle la plus grande partie de l'État de Sonora.

### Retour de Francisco Villa
Lorsque Francisco Villa, exilé au Texas, apprend la mort de Madero, il décide de rentrer au Mexique. Le 9 mars 1913, il franchit le Rio Grande à la tête de seulement huit hommes,. Il se lance dans les premiers combats dans l'État de Chihuahua, dans le nord du pays, tout en évitant soigneusement de s'en prendre aux citoyens et intérêts étrangers, en particulier américains, pour ne pas s'aliéner le soutien matériel et politique du président Woodrow Wilson. Des groupes de guérilleros, d'aventuriers, et d'anciens militaires fédéraux se joignent à lui et, à la fin du mois de septembre 1913, il est à la tête d'une nouvelle armée, très bien organisée et équipée de matériel moderne, la División del Norte (México) (es), encadrée par des militaires de carrière et menée par des généraux ayant appartenu à l'armée régulière.
Sa nouvelle armée est devenue suffisamment puissante pour s'attaquer à la ville de Torreón, un nœud ferroviaire.
La prise de la ville consacre sa renommée,. Il a mis la main sur d'importantes quantités d'armement, mais surtout du matériel ferroviaire, qui lui permet de se déplacer rapidement dans le nord du pays. Il impose à ses troupes une discipline stricte, qui rassure la population et les résidents américains. Après un échec devant Chihuahua, il s'empare de la ville de Ciudad Juárez au moyen d'une ruse. Huerta, qui prend maintenant la menace au sérieux, envoie contre lui une force supérieure. Du 24 au 25 septembre 1913, Villa remporte cependant la bataille de Tierra Blanca. Après cette victoire particulièrement sanglante - des 12 000 soldats fédéraux engagés, quelque 6 000 sont tués -, il est maître de l'État de Chihuaha et le 8 décembre 1913, il est désigné comme gouverneur par les constitutionnalistes.
Au printemps 1914, l'Ejército del Norte est une machine de guerre bien rodée. Villa attaque la ville de Torreón, que les troupes de Huerta doivent évacuer le 3 avril. Les premières frictions se produisent entre Villa et Carranza, deux hommes que beaucoup de choses séparent : l'âge mais aussi le tempérament. Carranza est froid et calculateur, tandis que Villa est impulsif et émotionnel. Par ailleurs, les manifestations d'indépendance de Villa irritent Carranza, qui le considère comme un rival potentiel.

### Guérilla d'Emiliano Zapata
Zapata n'a aucune raison de renoncer à son objectif de récupération des terres villageoises selon le Plan de Ayala (es) et le réaffirme dans deux communiqués, le 2 et le 4 mars 1913. Il poursuit la guérilla dans le Morelos et fait exécuter les émissaires que lui envoie Victoriano Huerta. Ce dernier confie la répression au Morelos au général Juvencio Robles. Robles sème la terreur, regroupant les villageois dans les grandes villes et incorporant de force dans l'armée fédérale les hommes en âge de porter les armes. Le seul résultat est de gonfler les rangs des zapatistes. Le 30 mai 1913, Zapata institue une junte de six membres, dont il est le président et le commandant en chef. En août 1913, face à une offensive de Robles qui s'empare de son quartier-général à Huautla, Zapata poursuit la lutte dans les États voisins de Puebla et du Guerrero. Le limogeage de Robles n'améliore pas la situation de Huerta. Le 24 mars 1914, Zapata s'empare de la ville de Chilpancingo, capitale de l'État de Guerrero.

### Intervention des États-Unis à Veracruz
Le 9 avril 1914, des soldats fédéraux arrêtent des marins d'un navire de guerre américain dans le port de Tampico (incident de Tampico). Cet incident dégénère rapidement. L'amiral américain Henry Mayo exige des excuses, mais le président Huerta lui oppose une fin de non-recevoir. Les États-Unis se servirent alors de cet incident pour intervenir dans le conflit entre les troupes constitutionnalistes de Venustiano Carranza et le gouvernement de Huerta. La nouvelle administration de Woodrow Wilson n'est pas favorable à Huerta et a momentanément cessé d'approvisionner en armes les belligérants. Pour contourner cela, le gouvernement huertiste cherche d'autres fournisseurs et doit recevoir des armes et des munitions achetées par l'intermédiaire du vice-consul de Russie Léon Rast, celles-ci arrivant à Veracruz depuis Odessa via Hambourg, sur le paquebot allemand SS Ypiranga (en).
Pour empêcher la livraison d'armes, une flotte de 44 navires des États-Unis, (dont les cuirassés Florida, Utah, Rochester, New York, Texas, Montana, Indianapolis, Dakota et la canonnière Prairie) placée sous le commandement du contre-amiral Frank Friday Fletcher
, cerne le port de Veracruz ; les marines y débarquent le 21 avril 1914 et l'occupent après un bref combat qui fera entre 152 et 172 morts et entre 195 et 250 blessés du côté mexicain, et 17 morts et 61 blessés du côté des marines. 150 civils mexicains auraient été tués et de nombreux blessés chez les civils non comptabilisés.
Le SS Ypiranga sera brièvement bloqué, avant que la Navy des États-Unis ne laisse partir le navire pour respecter les lois internationales, après les protestations de l'ambassadeur d'Allemagne à Washington. L'Ypiranga finit par décharger sa cargaison d'armes à Puerto México, l'actuelle Coatzacoalcos, le 26 mai 1914. La cargaison, consistant selon un rapport du département de la Justice des États-Unis en 15 770 caisses contenant entre autres des munitions de divers calibres, 250 000 fusils, 20 mitrailleuses, et d'une valeur totale de 607 000 dollars or, est acheminée par train jusqu'à la capitale et finalement livrée au gouvernement de Huerta.
L'occupation du port de Veracruz (Veracruz) dure jusqu'au 23 novembre 1914, plusieurs mois après le départ de Huerta.

### Chute de Huerta
Le président Wilson veut exploiter l'affaire de Veracruz pour obtenir le départ de Huerta par des voies diplomatiques. Avec trois autres pays (l'Argentine, le Brésil et le Chili) qui ont offert leurs bons offices, il entame le 20 mai 1914 à Niagara Falls en territoire canadien, des négociations avec Huerta en l'absence des constitutionnalistes. Elles n'aboutissent finalement pas, vu l'évolution de la situation militaire sur le terrain.
Sur le terrain, l'étau s'est resserré autour de Huerta, Carranza s'efforce d'éviter que Villa ne soit le premier à entrer dans Mexico. Dans un premier temps, il lui ordonne de s'emparer de Saltillo, la capitale du Coahuila. Villa renâcle mais obtempère, puis se dirige à nouveau vers le sud. Le 23 juin 1914, après plusieurs jours de combat, lui et les généraux Pánfilo Natera (es) et Felipe Ángeles prennent Zacatecas, une victoire décisive qui ouvre la route de Mexico et donne a Villa l'accès aux mines d'argent de la ville.
Carranza coupe alors l'approvisionnement de Villa en charbon, indispensable pour mener ses troupes à Mexico par le train. Les envoyés de Carranza et Villa se rencontrent à Torreón. Le 8 juillet, ils conviennent que Villa reconnaît Carranza comme « Primer Jefe » de la révolution tandis que Villa garde le commandement de la division del Norte, que Carranza est président intérimaire après la victoire et qu'aucun chef révolutionnaire n'est candidat aux élections présidentielles à venir. C'est le « pacte de Torreón. »
En avril 1914, Obregón commence à progresser vers le sud le long de l'océan Pacifique. Il évite les assauts frontaux, laissant de côté les villes occupées par des garnisons fédérales, qu'il se contente d'encercler. Au début du mois de juillet, il obtient une victoire significative à Orendain, puis occupe la ville de Guadalajara, évacuée par les troupes fédérales.
Le 15 juillet 1914, Huerta, aux abois, abandonne la présidence. Il quitte le Mexique à destination de la Jamaïque, puis de Barcelone. Francisco Carbajal assure la présidence par intérim. Il essaie de négocier un transfert de pouvoir avec Pancho Villa, qui refuse, puis avec Emiliano Zapata, en échange de la reconnaissance du plan d'Ayala, mais Zapata, qui a atteint les faubourgs de Mexico, rejette également cette proposition. Le 12 août, Carbajal quitte le Mexique à son tour. Le 13, à Teoloyucan, Obregón rencontre Eduardo Iturbide, le gouverneur de Mexico et accepte la reddition de la ville. Une des clauses de l'accord prévoit que les troupes fédérales occuperont leurs positions face aux zapatistes jusqu'à l'arrivée des troupes constitutionnalistes. Obregón fait son entrée à Mexico le 15.

## Villa, Zapata, Obregón et Carranza: guerre entre factions révolutionnaires

### Prémices
Le 16 août 1914, Venustiano Carranza fait à son tour son entrée à Mexico. Les carrancistes y sont en position de force, puisque les troupes d'Obregón occupent la capitale et en interdisent l'entrée aux zapatistes. Carranza redoute à juste titre une alliance entre Zapata et Villa, qui ont déjà eu des contacts. Les contacts entre carrancistes et zapatistes se heurtent à un obstacle difficilement surmontable : le point 3 du plan d'Ayala désigne Zapata comme chef de la révolution, tandis que, de son côté, Carranza s'en considère comme le «primer jefe». Au mois de septembre 1914, le climat de méfiance entre les chefs révolutionnaires s'exacerbe. Obregón, qui s'est rendu à Chihuahua pour régler un différend dans l'État de Sonora, manque par deux fois d'être fusillé sur l'ordre de Villa, qui l'accuse de duplicité. Le 1er octobre 1914, Carranza convoque à Mexico la «convention des représentants des gouverneurs et des commandants des unités de l'armée constitutionnaliste». Sous la pression de certains généraux, qui souhaitent éviter un affrontement entre Carranza et Villa, il est décidé qu'elle se poursuivra en terrain neutre, à Aguascalientes.

### Convention d'Aguascalientes
Le 10 octobre 1914, la convention commence ses travaux à Aguascalientes au théâtre Morelos. La convention se déclare souveraine. On peut grosso modo diviser les participants en trois groupes : les villistes, les carrancistes et les «indépendants», bien qu'aucun des trois ne soit vraiment homogène. Ce sont les « indépendants » qui émettent l'idée d'inviter à la convention des représentants zapatistes, dont le principal, Díaz Soto y Gama provoqua un très grave incident dit Incidente de La Bandera (es) en refusant de signer sur le drapeau national, ce qui provoqua la colère et l'indignation de l'assistance et faillit lui coûter la vie car plusieurs centaines d'armes à feu furent braquées contre lui. Bien que Zapata ait initialement montré quelques réticences, le 22 octobre, il finit par envoyer à Aguascalientes un groupe d'intellectuels zapatistes, qui convainquent les autres délégués d'adopter tacitement les principaux points du plan d'Ayala. Obregón manœuvre de manière à devenir l'arbitre de la convention. Il est à l'origine, avec Felipe Ángeles, d'une proposition présentée le 30 octobre : démettre Carranza, retirer à Villa le commandement de la division del Norte et désigner un président par intérim. Le 1er novembre 1914, Eulalio Gutiérrez est élu président provisoire par la Convention. Carranza, qui a déployé en vain des manœuvres dilatoires et entend soumettre sa démission à certaines conditions, quitte Mexico le 2 novembre pour la ville de Cordoba. Il finit par être déclaré rebelle par la convention le 10 novembre. Obregón, qui considère ceci comme un échec, se rallie à Carranza. La rupture entre les dirigeants révolutionnaires est consommée. Le mouvement est maintenant divisé en « institutionnalistes » et en « conventionnalistes. »

### Alliance éphémère de Villa et de Zapata

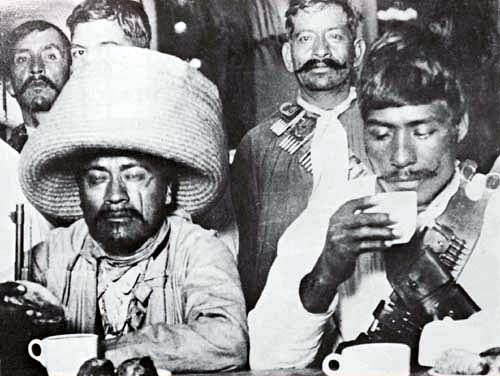
Zapatistes au restaurant Sanborns de Mexico en décembre 1914

Le 24 novembre 1914, les derniers soldats de Carranza quittent Mexico pour le port de Veracruz, que les Américains ont évacué la veille. Le même soir, les troupes de Zapata entrent dans la capitale. La bourgeoisie de la capitale, qui craignait les pires débordements, est stupéfaite. Les paysans-soldats de Zapata et les troupes de Villa arrivent à leur tour dans les faubourgs de la capitale le 28. Les deux leaders conviennent de se rencontrer le 4 décembre 1914 à Xochimilco : Zapata, en charro élégant et Villa, en uniforme bleu foncé de général de l'armée fédérale. Les entretiens débutent dans un climat de méfiance, puis les deux hommes se mettent d'accord en termes très généraux : opposition à Carranza et nécessité d'une réforme agraire.

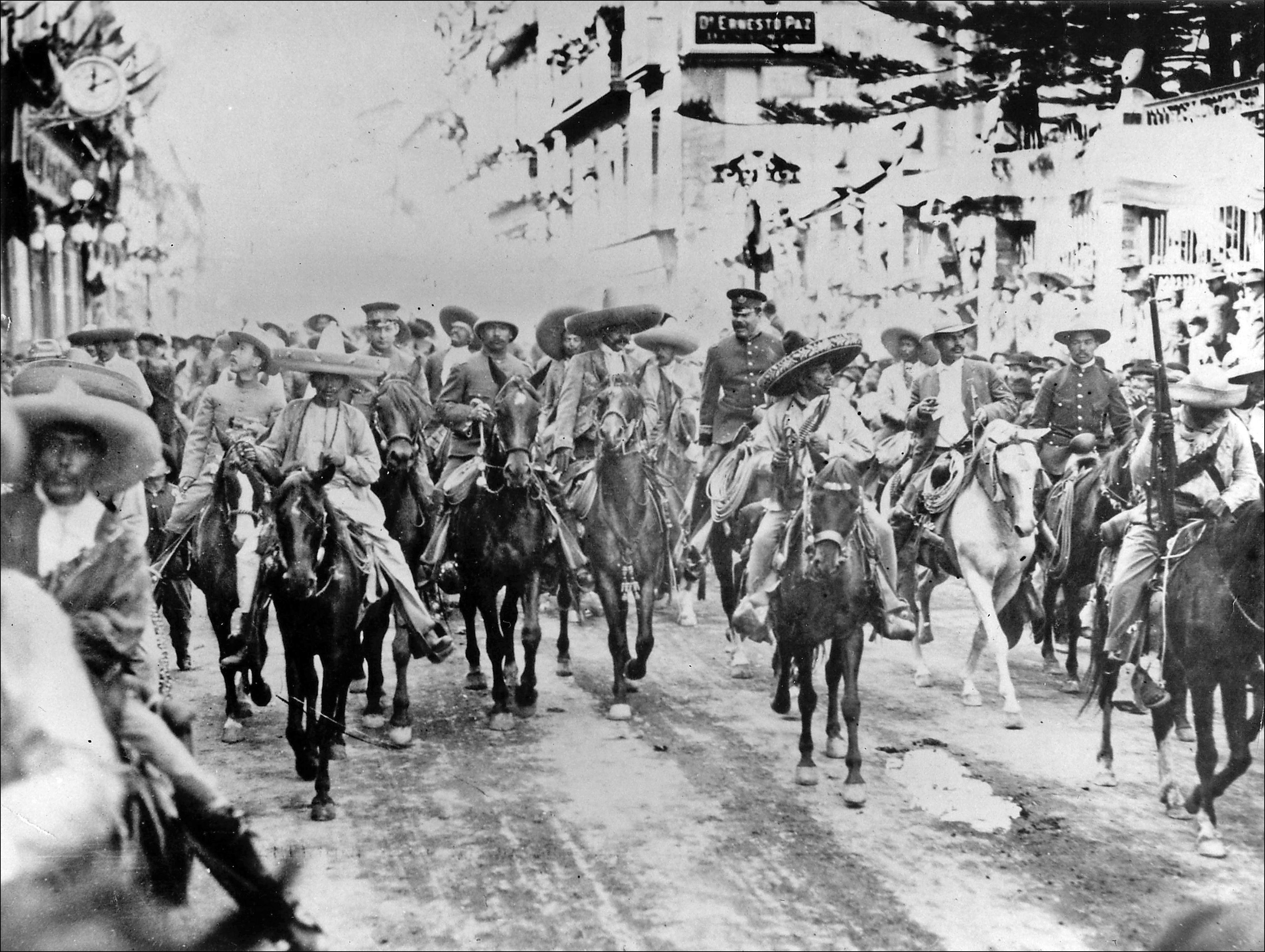
Villa et Zapata défilent dans les rues de Mexico le 6 décembre 1914

Le 6, ils se rencontrent pour la deuxième et dernière fois au palais national de Mexico. C'est l'occasion d'une photo célèbre, sinon la plus célèbre de la révolution : Zapata assis, le regard sombre, à côté d'un Villa jovial installé dans un fauteuil présidentiel. Au-delà de l'anecdote, cette alliance éphémère est vouée à l'échec. Le champ d'action de Zapata, dont les troupes sont mal équipées et que Villa rechigne à approvisionner en armes et en munitions, est largement limité au Morelos et à ses environs. En cette fin d'année 1914, Villa est considéré comme le vainqueur probable de la guerre civile. Pourtant, face aux carrancistes, les forces conventionnalistes souffrent d'un défaut qui se révélera fatal : l'absence d'un commandement unique et centralisé. Par ailleurs, le climat politique est délétère : les rapports de Villa avec le président Gutiérrez se détériorent et la rupture est proche.

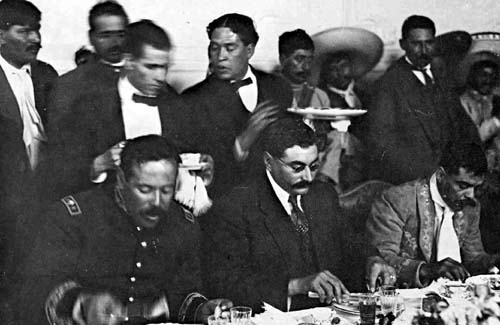
Pancho Villa, Eulalio Gutiérrez et Emiliano Zapata

Villa menace même d'exécuter Gutiérrez mais hésite. Le 16 janvier 1915,, le président rassemble les troupes qui lui restent fidèles, quelque 10 000 hommes, quitte la capitale et rejoint San Luis Potosi. Il publie un manifeste, écrit par José Vasconselos, dénonçant les agissements de Villa. Ses troupes sont cependant rapidement défaites par les villistes. La «troisième voie», celle des Conventionnalistes, est balayée de l'échiquier.

### Succès militaires d'Obregón
Faisant fi de l'avis de Felipe Ángeles, le meilleur stratège parmi ses lieutenants,, qui lui suggère d'attaquer le port de Veracruz, où Carranza, fort affaibli, s'est réfugié, Villa prend une décision : il quitte la capitale pour réduire les poches de résistance carrancistes dans le nord et l'ouest. Obregón, qui s'est réconcilié avec Carranza, se trouve à la tête des troupes constitutionnalistes, il saisit les occasions que ses adversaires lui offrent. Comme les troupes zapatistes ont abandonné la ville de Puebla, il occupe la ville le 5 janvier 1915 sans rencontrer beaucoup de résistance. Ensuite, il occupe Mexico que Villa a abandonnée, séparant ainsi les villistes des zapatistes. Carranza a l'habileté de faire des concessions politiques et d'adapter son programme : le 6 janvier 1915, il promulgue une loi de réforme agraire. Sa portée est limitée mais elle atteint son but : aliéner une partie de la base paysanne de Villa. Il se rapproche également des ouvriers de la Casa del Obrero Mundial, qui concluent avec lui un pacte prévoyant notamment la création de six « Bataillons Rouges », qui participeront aux batailles contre Zapata.
D'avril à juillet 1915, les batailles les plus sanglantes de la révolution mexicaine vont se livrer au centre du Mexique, entre Querétaro et Aguascalientes. Le chemin de fer, qui permet l'acheminement en hommes et en munitions, joue un rôle déterminant. Villa manque de munitions - un fait souvent avancé pour expliquer les défaites qu'il subira - mais les lignes d'approvisionnement d'Obregón sont étirées et vulnérables. Villa n'en tirera pourtant pas parti pour les couper, ou alors trop tard.
Obregón, qui a étudié les batailles de la Première Guerre mondiale, qui fait rage en Europe au même moment, mettra en application les enseignements qu'il en a tirés. Villa, aveuglé par son mépris pour Obregón qu'il appelle «El Perfumado» (le Parfumé), ne prend pas la mesure de son adversaire. Il s'en tient à sa méthode habituelle, l'offensive, et disperse ses forces tandis qu'Obregón pratique la défensive et concentre ses troupes.
Obregón fait mouvement vers le nord et transforme la ville de Celaya en camp retranché. Lors de la première bataille de Celaya, les 6 et 7 avril, ses troupes ont creusé des tranchées protégées par des barbelés et fauchent à la mitrailleuse les charges frontales de cavalerie que Villa a lancées contre les positions adverses sans attendre l'artillerie de Felipe Ángeles. Lors de la deuxième bataille de Celaya, les 14 et 15 avril, Villa, qui n'a rien appris, revient à la charge avec des résultats encore plus désastreux. La lutte a pris un caractère inexpiable : au terme de la bataille, Obregón fait fusiller tous les officiers villistes qu'il a capturés. Villa se retire alors vers le nord, poursuivi par son adversaire. Lors d'une troisième bataille, à Trinidad, les adversaires s'observent et se livrent à des escarmouches du 29 avril au 2 juin. Villa décide finalement d'attaquer. Obregón, dont le bras droit est emporté par l'explosion d'un obus, est à deux doigts de la défaite et faillit se suicider. Mais le 5, ses troupes lancent une contre-offensive victorieuse. La dernière bataille a lieu à Aguascalientes. Elle commence dans de mauvaises conditions pour Obregón, encerclé dans le désert et manquant de munitions et de vivres. Le 10 juillet, il rompt pourtant l'encerclement et met les villistes en déroute.
Les défaites de Villa ont anéanti son aura d'invincibilité et entamé sa crédibilité financière. La valeur du papier-monnaie qu'il a émis dans les zones qu'il contrôle, s'effondre. Villa a de plus en plus de difficultés à se procurer des armes et des munitions, d'autant plus que les prix ont augmenté à cause de la guerre en Europe. Financièrement aux abois, il en est réduit à pressurer les hommes d'affaires de la zone qu'il occupe encore en les contraignant à lui accorder des prêts. Les sociétés étrangères, notamment américaines, qu'il a toujours ménagées, n'apprécient guère. De leur côté, les carrancistes ont des atouts non négligeables : ils contrôlent les ports de Veracruz et de Tampico, par où ils peuvent exporter du pétrole et du sisal, qui leur assurent d'importantes rentrées financières.

### Déclin du villisme
Villa est progressivement abandonné par ses lieutenants et ses conseillers, notamment Felipe Ángeles, qui se réfugie aux États-Unis. Il fait exécuter un de ses plus proches collaborateurs, Tomás Urbina, lorsque celui-ci veut se retirer dans son hacienda. Sous la pression des armées carrancistes, Villa se replie vers le nord, et quitte l'État de Chihuahua. En novembre 1915, avec les quelque 12 000 hommes qui lui restent, il franchit les cols de la Sierra Madre et passe dans l'État de Sonora, où il pense pouvoir rejoindre son allié le gouverneur Maytorena et poursuivre la lutte dans de meilleures conditions. Il lance ses troupes à l'assaut de la ville-frontière d'Agua Prieta, dont la garnison carranciste est commandée par le futur président Plutarco Calles. Ce dernier a reçu des renforts que les autorités américaines ont autorisés à transiter par le territoire de l'Arizona. L'assaut est un échec sanglant, tout comme celui contre Hermosillo, la capitale du Sonora. Villa se replie à nouveau vers le Chihuahua. Au cours de la retraite, la désintégration de la division del Norte se poursuit.
Arrivé à Chihuahua, Villa, qui comprend que ses généraux ne le suivront plus et que la lutte organisée est devenue vaine, laisse tous ceux qui le souhaitent libres de s'en aller. Le 20 décembre 1915, lui-même se retire dans les montagnes et reprend la guérilla.
Le 19 octobre 1915, les États-Unis ont reconnu de facto Carranza, qui, malgré son anti-américanisme leur paraît représenter la solution la plus rassurante dans l'imbroglio mexicain. Ils provoquent ainsi la colère de Pancho Villa, qui organise le 9 mars 1916 un raid sur la ville-frontière américaine de Columbus dans le Nouveau-Mexique. La bataille de Columbus fait quelque cent morts parmi les troupes de Villa et dix-sept Américains y perdent la vie,. Le président Wilson envoie au Mexique une expédition punitive commandée par le général John Pershing.

### Expédition punitive
Le 15 mars 1916, Pershing pénètre en territoire mexicain à la tête de 5 000 hommes. Le président Wilson, qui ne souhaite pas déclencher une guerre avec le Mexique, a averti Carranza que l'expédition n'est pas le prélude à une annexion du pays. Les instructions de Pershing sont simplement de capturer Villa. L'expédition s'enfonce profondément dans l'État de Chihuahua dans un environnement difficile. Carranza, qui a officiellement rejeté la demande américaine s'abstient néanmoins de toute action armée contre les troupes américaines. Pershing se heurte par contre à l'hostilité de la population locale,. Il quitte le Mexique en février 1917, sans être parvenu à capturer Villa.
Même si la tension a parfois été très grande et que les deux pays se sont trouvés un bref instant au bord d'une guerre en juin 1916, ni le président Wilson, ni Carranza, en dépit de son intransigeance officielle et sa rhétorique anti-américaine, ne la souhaitaient. Pancho Villa, qui se pose en champion de la lutte contre l'envahisseur américain, est le principal bénéficiaire de la situation : son mouvement de guérilla connaît un regain d'activité.

### Zapata dans le sanctuaire de Morelos
Au début de l'année 1915, Zapata se tient à l'écart du combat sans merci entre les carrancistes et les villistes. Il contrôle l'État de Morelos et entreprend d'y mettre en œuvre le plan d'Ayala. La réforme agraire mise en œuvre par Manuel Palafox, qui est devenu secrétaire à l'agriculture dans le gouvernement conventionnaliste, ne se borne pas à la restitution des terres qui appartenaient jadis aux communautés villageoises.
Au Morelos, Zapata et ses partisans, faisant valoir les titres de propriété collectives datant de la vice-royauté de la Nouvelle-Espagne et qui n'étaient plus reconnus depuis la loi dite Ley Lerdo (es) (en vigueur depuis 1856) , une grande partie des terres vendues par le gouvernement aux grands propriétaires (qui furent indemnisés car ils les avaient achetées légalement) sont alors restituées aux villageois.
Zapata fait appel à des agronomes pour arpenter et répartir les terres entre les villages. Ensuite, ces derniers peuvent les cultiver sous le régime communal ou les distribuer à des particuliers.
Le principal danger que constituait Villa étant écarté, Carranza peut se retourner contre Zapata. Il envoie le général Pablo González Garza (es) au Morelos.
Les partisans de Zapata, mal armés, ne sont pas de taille à s'opposer à l'armée constitutionnaliste. Le 2 mai 1916, González prend Cuernavaca, puis occupe progressivement le reste de l'État de Morelos. Cette occupation s'accompagne d'atrocités. En juin, lors de la prise de Tlaltizapan, il fait fusiller 286 personnes, parmi lesquelles 112 femmes et 42 enfants.

## Victoire et chute de Carranza (1916-1919)

### Chaos et désordre
En 1916, plus aucun chef de faction révolutionnaire n'est en mesure de contester le pouvoir de Carranza à l'échelon national, comme en témoigne la pragmatique reconnaissance de facto de son gouvernement par les États-Unis en octobre 1915.
Le Mexique est cependant loin d'être pacifié. De grandes parties du territoire échappent aux carrancistes.
Non seulement ni Villa ni Zapata ne sont définitivement écrasés, mais bon nombre de leurs partisans deviennent des bandits de grand chemin. L'un des plus dangereux, José Inés Chávez García (es) sévit dans l'État de Michoacan, parvient à réunir une véritable armée de quelque deux mille hommes, capable de résister à l'armée régulière ,
Chávez García s'est opposé à l'anticléricalisme des carrancistes, il est considéré comme l'un des précurseurs des Cristeros 
En 1916, profitant de ce désordre, Felix Díaz revient au Mexique et constitue en 1917 une véritable menace pour Carranza. Il se propose d'unifier des groupes hétérogènes, parmi lesquels figurent bon nombre d'anciens porfiristes. Actifs dans le Sud du pays, ces groupes ont pour point commun de considérer les administrateurs carrancistes comme des intrus venus du nord.

### Nouvelle constitution

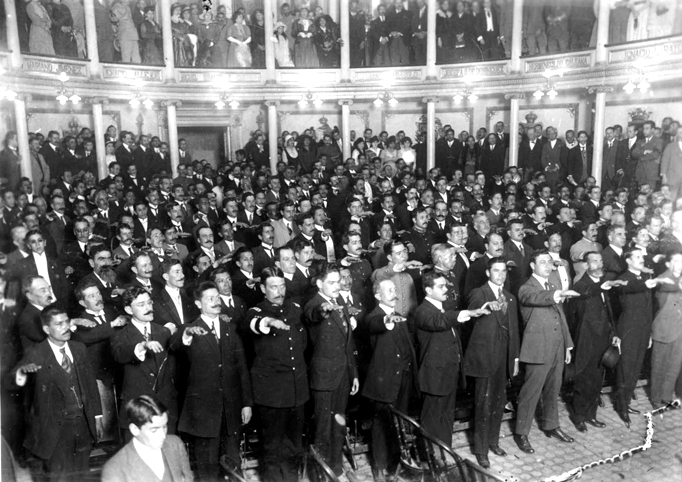
Assemblée constituante réunie à Querétaro

Du 20 novembre 1916 au 31 janvier 1917, Carranza réunit à Querétaro une assemblée constituante qui doit fournir un cadre légal à la révolution. Vu la situation confuse dans laquelle le pays est encore plongé, les élections chargées de désigner les députés ont un taux de participation très faible. La nouvelle constitution, qui s'inspire de celle de 1857, accroît notablement les pouvoirs du président, bien que son mandat ne soit pas renouvelable.

### Reconstruction difficile
Le bilan économique de la guerre civile est contrasté selon les secteurs et la population n'en ressent les effets pleinement qu'en 1917, alors que les opérations militaires les plus importantes sont terminées.
Le secteur le plus touché est celui des transports. Alors que le Mexique possédait un excellent réseau ferroviaire sous Porfirio Díaz, la situation est catastrophique en 1917 : le dynamitage de trains et l'arrachage systématique de rails par les différentes factions, ainsi que les attaques de trains par des bandits, limitent le commerce intérieur et le ravitaillement des populations.
La situation monétaire est également très préoccupante. Toutes les factions ont émis leur propre monnaie pour financer leurs opérations et en ont rendu la circulation obligatoire dans les territoires qu'elles contrôlaient, entraînant une hyperinflation et provoquant la quasi-disparition de la monnaie métallique. Même après avoir éliminé ses rivaux, Carranza n'arrive pas à maîtriser le problème. En mai 1916, il émet une nouvelle monnaie, le « peso infalsifiable », qui perd rapidement toute valeur. Cette hyperinflation accélère les bouleversements sociaux dus à la révolution : elle permet à certains entrepreneurs de s'enrichir et provoque la ruine d'une partie des classes aisées.
Les secteurs d'exportation souffrent peu de la guerre. La production de pétrole est en hausse : elle passe de 3 millions de barils en 1910 à 157 millions en 1920. Il en va de même du secteur commercial agricole : entre 1915 et 1918, même si la production diminue, le prix du henequen triple. Le café et le coton connaissent le même boom. Ces produits rentables sont sous le contrôle de monopoles aux mains des carrancistes, qui s'en servent pour financer leurs activités.

### Chute de Carranza
Article détaillé : Revolución de Agua Prieta (es)
Carranza réussit à éliminer en 1919 le chef de l'armée du Sud, Emiliano Zapata, en le faisant assassiner, mettant ainsi fin à une longue guerre dans le Morelos. En juin 1919, à l'approche de l'élections présidentielle, Álvaro Obregón, son ancien ministre de la guerre et de la marine, qui s'était retiré dans son état natal de Sonora, présente sa candidature. En août 1919, il conclut un pacte secret avec la Confederacion Regional Obrera Mexicana (CROM), le syndicat fondé en 1918 par Luis Morones, dont l'émanation politique, le Partido Laborista, œuvre pour son élection. Carranza, qui ne veut pas d'un militaire à la présidence, tente de lui barrer la route. Comme la constitution ne lui permet pas de se représenter, il appuie la candidature d'un personnage inconnu de tous, Ignacio Bonillas, qu'il pourra manœuvrer. Les tracasseries auxquelles Obregón est soumis par Carranza, pendant la campagne électorale, lui attirent la sympathie. Lorsqu'il est accusé de trahison, il se réfugie au Guerrero. Le 23 avril 1920, les «Sonoriens» - Adolfo de la Huerta et Plutarco Elías Calles, tous deux natifs de l'État de Sonora, comme Obregón, auquel ils sont très liés - proclament le plan d'Agua Prieta appelant à renverser Carranza.
Abandonné par la plupart de ses partisans, Carranza prend le chemin de Veracruz pour y établir son gouvernement, pour la seconde fois. Il est tué avec la complicité ou par l'un de ses gardes du corps, Rodolfo Herrero (es), dans des conditions jamais vraiment établies à Tlaxcalantongo (es) le 21 mai 1920 après avoir abandonné son train (qui emportait une partie de l'or de la banque nationale) immobilisé.

## Prise de pouvoir d'Obregón
Le 24 mai 1920, le congrès élit Adolfo de la Huerta président par intérim.
En dépit de l'opposition d'Obregón, ce dernier entama des négociations avec Pancho Villa et parvint à le convaincre de déposer les armes et de licencier les dernières troupes qui lui étaient encore fidèles en lui proposant en échange une rente à vie, la reconnaissance de son grade de général de division de l'armée fédérale et la propriété de l'hacienda de Canutillo. Il en alla de même pour les chefs zapatistes, qui furent incorporés dans l'armée.
À l'élection présidentielle de septembre 1920, Álvaro Obregón fut élu avec plus d'un million de voix. Le 1er décembre 1920, il accéda officiellement au poste de président. Obregón fut le dernier dirigeant révolutionnaire à avoir renversé son prédécesseur par un coup d'État et le premier à exercer son contrôle sur l'ensemble du pays. Il démontra qu'il était un politicien adroit, s'appuyant sur les syndicats (CROM).
Obregón voulait se faire réélire, contrairement aux dispositions de la Constitution de 1917, mais il fut assassiné en 1928 par un étudiant extrémiste catholique, José de León Toral (es). Il eut pour successeur le général Plutarco Elías Calles qui, en appliquant à la lettre la Constitution de 1917 et les lois sur la laïcité de la société qui en découlent, provoqua la réaction des conservateurs et des catholiques qui engendra la guerre des Cristeros (Guerra Cristera) en 1926-1929.
En mars 1929, Calles fonda le Parti national révolutionnaire (PNR) qui deviendra en 1946 le Parti révolutionnaire institutionnel (PRI).
Ce parti a gouverné le pays de manière ininterrompue jusqu'en 2000.

## Bilan humain
Le bilan des pertes humaines est estimé à 2 millions, pour une population de 15 169 369 en 1910,.
Elena Arizmendi Mejia a créé La Cruz Blanca Neutral (en) (« La Croix-Blanche neutre »), afin de soigner les insurgés, en réponse au refus de la Croix-Rouge de les soutenir.
Wenseslao Moguel soldat de la División del Norte (es) aux ordres de Francisco Villa capturé par des éléments de l'armée Constitutionnaliste (partisans de Venustiano Carranza placées sous le commandement de Álvaro Obregón serait la seule personne connue (durant la Révolution) à avoir survécu à un peloton d'exécution, en mars 1915 : il a vécu jusqu'en 1976.

## Dans les arts et la culture populaire

### Filmographie

#### Cinéma

##### Avec un contenu proche de la réalité historique
- 1933 : Tonnerre sur Mexico de Serguei Eisenstein
- 1934 : Viva Villa ! avec Wallace Beery
- 1935 : Vámonos con Pancho Villa (es) de Fernando de Fuentes.
- 1937 : La Adelita (es)de Guillermo Hernández G.
- 1939 : Con los Dorados de Villade Raúl de Anda.
- 1954 : Viva Zapata avec Marlon Brando
- 1956 : La Escondida de Roberto Gavaldón.
- 1966 : La soldadera (es) avec Silvia Pinal
- 2004 : Zapata, el sueño del héroe (es) de Alfonso Arau

##### Fiction
- 1953 : Révolte au Mexique de Budd Boetticher
- 1955 : Le Trésor de Pancho Villa de George Sherman
- 1960 : Cuando vive Villa es la Muerte avec Pedro Armendariz
- 1966 : Les Professionnels de Richard Brooks
- 1971 : Il était une fois la révolution de Sergio Leone
- 1973 : El pincipio (es)
- 1982 : Les Cloches rouges, 1re partie : le Mexique en flammes de Sergueï Bondartchouk

## Divers
Dès 1911, l'aviation fut employée par les partisans de Madero, puis de Pascual Orozco, le premier combat aéronaval au monde eut lieu le 14 avril 1914 lors de l'attaque d'un navire gouvernemental.